# Cá sấu Gena (phim)
Cá sấu Gena (tiếng Nga: Крокодил Гена, Krokodil Gena) là một bộ phim hoạt hình búp bê của Hãng Soyuzmultfilm, ra mắt lần đầu năm 1969.

## Nội dung
Chú cá sấu 50 tuổi tên Gena làm việc tại một sở thú. Chú cá sấu rất thích chơi loại nhạc cụ phong cầm và thích hát. Hai bài hay nhất của chú ta là "Birthday Song" và Goluboy vagon ("chiếc xe lửa xanh").

## Kĩ thuật
- Biên kịch: Eduard Uspensky, Roman Kachanov
- Đạo diễn: Roman Kachanov
- Giám chế: Leonid Shvartsman
- Chủ nhiệm: Iosif Golomb
- Hòa nhạc: Mikhail Ziv
- Hòa âm: Georgy Martynyuk
- Hoạt họa: Semyon Etlis, Marina Chesnokova, Pavel Lesin, Gennady Lyutinsky, Svetlana Znamenskaya, Oleg Masainov, Valentin Ladygin, Liliana Luetinskaja, V. Kalashnikova, E. Darikovich
- Hiệu đính : Lidiya Kyaksht
- Lồng tiếng:
  - Vasily Livanov as Cá sấu Gena
  - Klara Rumyanova as Cheburashka
  - Vladimir Rautbart as Shapoklyak
  - Vladimir Kenigson as Salesman
  - Tamara Dmitrieva as Galya

## Phong hóa
Một ngày mưa lớn, trong sinh thần của mình, Gena hát bài "Пусть бегут неуклюже пешеходы по лужам..." ("Let the pedestrians run clumsily over puddles..."), bao gồm các câu nổi tiếng: "rất tiếc ngày đó chỉ đến một lần trong một năm." bài này, được ghi bởi Vladimir Shainsky, được biết đến như là "bài hát của chú cá sấu Gena". Nó tiếp tục trở nên rất nổi tiếng trong tiếng Nga của nhiều thế hệ, tuổi tác khác nhau. Giọng của chú cá sấu được thể hiện bởi Vasily Livanov đã làm sống động thêm bộ phim.

Tượng kỷ niệm Gena, Cheburashka và Shapoklyak ở thành phố RamenskoeTượng kỷ niệm Gena, Cheburashka và Shapoklyak ở thành phố Ramenskoe
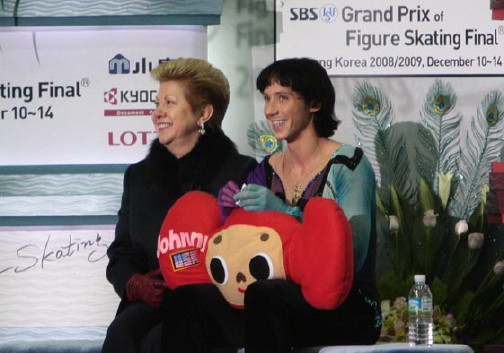
Vinh danh
- Giọng hát của Cheburashka

Ít người biết được rằng, nó được xem như là một bài "Happy Birthday" của riêng thiếu nhi Nga. Những nghệ sĩ thể hiện bài hát này được xem là hay nhất thực ra đó là do chính chú cá sấu Gena thể hiện, bao gồm cả phần huýt sáo và chơi phong cầm. Ngoài ra còn một bản nữa vào năm 1973 do Sergey Paramonov biểu diễn cùng Dàn hợp xướng Thiếu nhi Liên Xô, cũng rất nổi tiếng.
Ở Việt Nam, trong các bản nhạc rất thịnh hành thì bài này vẫn bị nhầm với tên gọi Cá sấu Ghi - nê, bài hát cũng được ca sĩ nhí Thùy Trang (tức hoa hậu Thùy Lâm sau này) trình bày, nằm trong album Ca nhạc thiếu nhi - 10 chàng tý hon do hãng phim Phương Nam thực hiện năm 1996; ca khúc còn được các em thiếu nhi biểu diễn, thậm chí còn có một bản do ca sĩ Thanh Thảo trình bày trong liveshow "Nụ cười tuổi thơ" năm 2003 và một bản của ca sĩ Ưng Hoàng Phúc và nhóm H.A.T thể hiện. Đôi lúc bài hát còn bị lầm tưởng là dân ca Hungary mặc dầu ở Liên Xô trước đây và cả nước Nga bây giờ, nó rất nổi tiếng.
Trong chương trình kỷ niệm 10 năm thành lập kênh VTV3 của Đài Truyền hình Việt Nam, bài hát này còn được chế lại với những tên chương trình đã phát sóng trên VTV3, do các MC dẫn chương trình, biên tập viên cùng biểu diễn mang tính chất hài hước.

### Phần lời tiếng Nga
Пусть бегут неуклюже
Пешеходы по лужам,
А вода по асфальту рекой.
И неясно прохожим
В этот день непогожий,
Почему я веселый такой?
А я играю на гармошке
У прохожих на виду.
К сожаленью, день рожденья
Только раз в году.
Прилетит вдруг волшебник
В голубом вертолете
И бесплатно покажет кино.
С днем рожденья поздравит
И, наверно, оставит
Мне в подарок пятьсот эскимо.
А я играю на гармошке
У прохожих на виду.
К сожаленью, день рожденья
Только раз в году.

### Lời tiếng Việt
Mưa vẫn rơi đường ngập nước nhựa trơn khó đi
Mà những đứa lội chân cứ đi lạng quạng như xe lắc lư
Mưa vẫn rơi một ngày mưa trời không sáng tươi
Mà sao em thấy vui lạ quá!
Em không buồn, em không buồn
Rồi em chơi đàn, ngồi ôm phong cầm
Cạnh ông qua đường mưa còn rơi
Và đáng tiếc thay ngày sinh cuối năm
Mà thế thôi, tiếc hoài.
Như giấc mơ, một hôm bỗng nàng tiên tới đây,
Ngồi trực thăng màu xanh lá cây, rạp cine phim rất hay
Eskimo quà ngày sinh nhật em rất duyên
Là năm trăm chiếc kem thật ngon; kem thơm giòn, kem thơm giòn
Rồi em chơi đàn, ngồi ôm phong cầm
Cạnh ông qua đường mưa còn rơi
Và đáng tiếc thay ngày sinh cuối năm
Mà thế thôi, tiếc hoài.